# Crossostylis seemannii
Crossostylis seemannii là một loài thực vật có hoa trong họ Rhizophoraceae. Loài này được (A.Gray) A.Schimp. mô tả khoa học đầu tiên năm 1893.